# إلدريدج ديكي
إلدريدج ديكي (بالإنجليزية: Eldridge Dickey)‏ هو لاعب كرة قدم أمريكية أمريكي، ولد في 24 ديسمبر 1945 في هيوستن في الولايات المتحدة، وتوفي في 22 مايو 2000.

## وصلات خارجية
- إلدريدج ديكي على موقع مرجع كرة القدم المحترفة.كوم (الإنجليزية)
- إلدريدج ديكي على موقع قاعة تينيسي للمشاهير الرياضية (الإنجليزية)